# Sarah Prineas
Sarah Prineas est une autrice américaine de romans de science-fiction et de fantasy.

## Publications

### Romans de la sérieLe Voleur de magie(«The Magic Thief»)

#### Le Voleur de magie: Livre 1
- Titre en anglais : The Magic Thief
- Publication en anglais : 2008, éd. HarperCollins.
- Publication en français : Gallimard Jeunesse, 2009, traducteur : Jean Esch ( (ISBN 978-2-07-061825-5).
- Résumé : l'histoire se déroule dans la ville de Welmett, qui a absolument besoin d'un certain niveau de magie pour fonctionner normalement. Falsetto est le chef de l'« Underlord » (association de méchants) ; il tente de s'emparer de toute la magie de Welmett. Connwear est le héros de la série ; apprenti de Nihil Fugacious, il essaie de sauver Welmett des voleurs de magie.

#### Le Voleur de magie: Livre 2
- Titre en anglais : The Magic Thief : Lost
- Publication en anglais : 2009, éd. HarperCollins.
- Publication en français : Gallimard Jeunesse, 2010, traducteur : Jean Esch ( (ISBN 978-2-07-061826-2).
- Remarque : Dee espionne pour l'Underlord, c'est un gamin des rues.

#### Le Voleur de magie: Livre 3
- Titre en anglais : The Magic Thief : Found
- Publication en anglais : 2010, éd. HarperCollins.
- Publication en français : Gallimard Jeunesse, 2011, traducteur : Jean Esch ( (ISBN 978-2-07-061827-9).

#### Le Voleur de magie: Livre 4
- Titre en anglais : The Magic Thief : Home
- Publication en anglais : 2014, éd. HarperCollins.
- Publication en français : non traduit en français.

### Autres romans
- Winterling (2011), éd. HarperCollins.
- Summerkin (2012), éd. Harper Collins.
- Moonkind (2013), éd. Harper Collins.
- Ash and Bramble (2015).
- Rose and Thorn (Ash and Bramble #2), 2016.
- Heart of the Land (Spirit Animals: Fall of the Beasts #5). (2017)
- The Lost Books : The Scroll of Kings (2018), éd. HarperCollins
- Dragonfell (2019).
- Trouble in the Stars (2021).

### Nouvelles
- From the Journals of Professor Copernicus Finch, M.S. Hex.D (2000).
- Water, Green River, Daybreak (2001)
- The Illuminated Dragon (2002)
- A Treatise on Fewmets
- Crow's Changeling (2005)
- Hekaba's Demon
- Winged Victory (2005)
- Dragon Hunt (2007)
- The Red Cross Knight (2011)
- Thrice Sworn (Winterling #0.5) (2013)
- OWL : A Winterling Story about Fer and Rook (2015)
- Jane. A Story of Manners, Magic and Romance